# Gomphocythere
Gomphocythere is een geslacht van kreeftachtigen uit de klasse van de Ostracoda (mosselkreeftjes).

## Soorten
- Gomphocythere besni Külköylüoğlu et al., 2015
- Gomphocythere downingi Park & Martens, 2001